# Optymalna cena sprzedaży

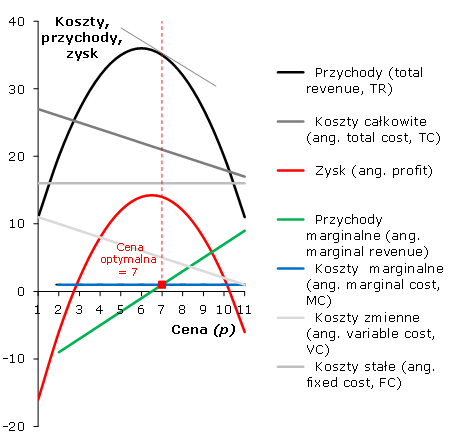
Schemat przedstawiający relację ceny optymalnej (ang. optimal price) do przychodów, kosztów i zysku dla funkcji krzywej popytu f(y) =-x+12 oraz funkcji kosztów całkowitych (ang. total cost, TC) f(y)=-x+28, koszcie jednostkowym zmiennym równym 1, oraz kosztach stałych równych 16.

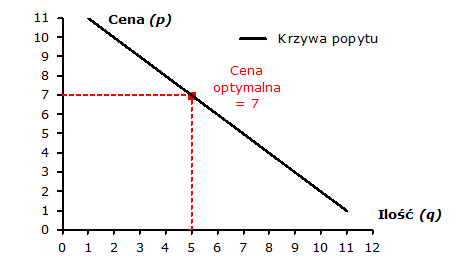
Punkt ceny optymalnej (7), dla funkcji krzywej popytu f(y) =-x+12 oraz funkcji kosztów całkowitych (ang. total cost, TC) f(y)=-x+28, koszcie jednostkowym zmiennym równym 1, oraz kosztach stałych równych 16.

Optymalna cena sprzedaży – ustalony poziom sprzedaży produktu i jego ceny, przy której przedsiębiorstwo osiąga maksymalny zysk. Punkt zrównania przychodów krańcowych (ang. marginal revenue, MR) z kosztami krańcowymi (ang. marginal cost, MC).
{\displaystyle MR=MC}

## Przykład
„Przedsiębiorstwo wytwarza jeden wyrób, ponosząc jednostkowe koszty zmienne w wysokości 300 zł i koszty stałe w wysokości 800 000 zł rocznie. Obecna cena zbytu wynosi 700 zł, a sprzedaż – 3000 sztuk. Kierownik działu sprzedaży oszacował, że każdy wzrost ceny sprzedaży o 100 zł spowoduje spadek sprzedaży o 1000 sztuk wyrobów i odwrotnie – każdy spadek o 100 zł spowoduje wzrost sprzedaży o 1000 wyrobów. Jaka jest optymalna cena zbytu dla tego wyrobu?”<ref>Ceny transferowe – teoria i praktyka, Sławomir Sojak, s. 52, PWN, Warszawa 2001.</ref>
Punkt 1. Kalkulacja kosztów stałych i zmiennych
- K = 300x + 800 000
- x – wielkość sprzedaży

Punkt 2. Kalkulacja maksymalnej ceny sprzedaży
- obecnie: cena 700 zł = 3000 sztuk
- wzrost ceny do 1000 zł = 0 sztuk
- maksymalna cena sprzedaży,
- c = 1000 – 0,1x
- c – cena
- x – wielkość sprzedaży

Punkt 3. Kalkulacja przychodów całkowitych ze sprzedaży
- c = 1000 – 0,1x / *x
- cx = 1000x – 0,1x²
- cx = P

## Wyznaczanie poziomu optymalnej ceny sprzedaży

### Metoda graficzna
Metoda ta polega na wyznaczeniu maksymalnego zysku dzięki wykreśleniu funkcji przychodów i kosztów.
Punkt 1. Wykonanie wykresu
- K = 300x + 800 000
- P = 1000x – 0,1x²

Wyznaczyliśmy dwa progi rentowności, gdzie K = P. Optymalny poziom sprzedaży jest w punkcie A. Temu punktowi odpowiada sprzedaż na poziomie 3500 sztuk.

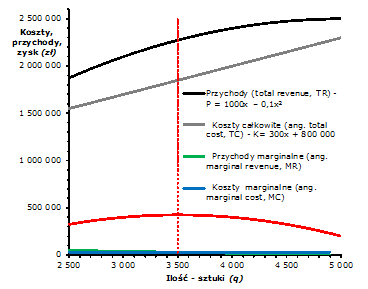
Schemat ilustrujący wyznaczanie poziomu ceny optymalnej – czerwona linia przerywana przedstawia poziom optymalnego zysku dla funkcji kosztów f(y) K= 300x + 800 000 oraz funkcji przychodów f(y) P = 1000x – 0,1x²

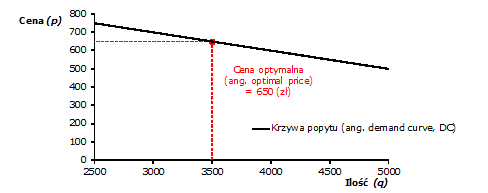
Punkt ceny optymalnej (650 zł) dla funkcji kosztów całkowitych (ang. total cost, TC) f(y) K = 300x + 800 000 oraz funkcji przychodów całkowitych (ang. total revenue, TR), f(y) P = 1000x – 1x² przedstawiony na krzywej popytu (ang. demand curve, DC) f(y) = 1000 – 0,1x.

Punkt 2. Kalkulacja optymalnego poziomu ceny
- c = 1000 – 0,1x
- x = 3500
- c = 1000 – 0,1 * 3500
- c = 650zł

### Rachunek kosztów krańcowych
Definicja rachunku kosztów krańcowych mówi, że maksymalny zysk ze sprzedaży dobra pojawia się przy takiej wielkości sprzedaży, kiedy następuje zrównanie ze sobą przychodów krańcowych (ang. marginal revenue – MR) i kosztów krańcowych (ang. marginal cost – MC) – (MR = MC).
Przychody i koszty krańcowe liczymy z pierwszej pochodnej funkcji przychodów i kosztów.
Punkt 1. Kalkulacja pochodnych funkcji
- P = 1000x – 0,1x²
- P’ = 1000 – 0,2x
- K= 300x + 800 000
- K’ = 300

Punkt 2. Zrównanie otrzymanych pochodnych
- 1000 – 0,2x = 300
- x = 3500

Punkt 3. Kalkulacja poziomu ceny sprzedaży
- c = 1000 – 0,1 * 3500
- c = 650 zł